# Тето Арпета (Кунео)
Тето Арпета је насеље у Италији у округу Кунео, региону Пијемонт.
Према процени из 2011. у насељу је живело 5 становника. Насеље се налази на надморској висини од 867 м.